# Oriobrachys
Oriobrachys is een geslacht van haften (Ephemeroptera) uit de familie Caenidae.

## Soorten
Het geslacht Oriobrachys omvat de volgende soorten:
- Oriobrachys mahakam